# The Over-the-Hill Gang

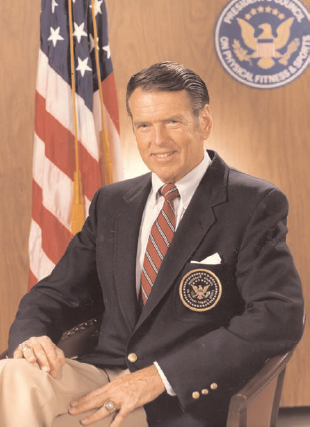
George Allen., el creador de The Over-the-Hill Gang.

The Over-the-Hill Gang fue el equipo manejado por George Allen durante su estancia en los Pieles Rojas de Washington a principios de los 1970s, nombrado así por la gran cantidad de jugadores veteranos que participaron en esa época. Muchos de ellos ya habían jugado para Allen cuando fue entrenador de los Carneros de Los Angeles de 1966 a 1970.
Todo comenzó en el draft de 1971. De las cinco selecciones colegiales que tuvieron, solo usaron una; negociaron todas las restantes. Allen decidió construir su equipo solo con jugadores experimentados "que no necesitaban moldearse a la forma de juego de la NFL". Una de esas negociaciones fue por Billy Kilmer, un quarterback que había jugado para los Santos de Nueva Orleans. Como inicialista para los "skins", Kilmer lanzó para 3,869 yardas y 32 pases de anotación. Más importante aún, dirigió a Washington a dos apariciones en postemporada consecutivas y fue el primer quarterback de los Pieles Rojas en iniciar un Super Bowl.
Ese no fue el evento más importante en el draft de 1971 que llevó a la creación de ese grupo. Allen negociaría también siete selecciones colegiales (incluyendo las selecciones de primera y tercera ronda de 1971) así como al apoyador Marlin McKeever a su antiguo equipo, los Carneros. A cambio obtuvo a los apoyadores Jack Pardee, Myron Pottios y Maxie Baughan, al tackle defensivo Diron Talbert, al guardia John Wilbur y al jugador de equipos especiales Jeff Jordan. Estos jugadores pronto se convertirían en la base defensiva de los "Over-the-Hill". Allen también contrató a Boyd Dowler, un veterano con once años de experiencia en la NFL que jugó con Green Bay, donde ganó cinco títulos. Consiguió firmar también al profundo fuerte Richie Petitbon (también de los Carneros) y al tackle defensivo Ron McDole de los Bills de Buffalo.
El promedio de edad de los jugadores inicialistas era de 31 años de edad. Como quiera que sea, la estrategia de Allen mejoró la marca de los "skins" terminando con 9 juegos ganados, 4 perdidos y 1 empatado en 1971, y terminando la campaña de 1972 con el mejor récord de la NFC con 11-3. Las nueve victorias de ese reorganizado equipo de Washington de 1971 fueron la cifra más alta de juegos ganados en 29 años. En siete temporadas con el club, Allen y sus veteranos tuvieron siete temporadas con marca ganadora, cinco apariciones en postemporada y un viaje al Super Bowl.

## Ver
- Washington Redskins